# Douglas Quentin Adams
Douglas Quentin Adams ist ein US-amerikanischer Sprachwissenschaftler. 
Adams, der unter dem Namen Douglas Q. Adams veröffentlicht, studierte an der Universität von Chicago, von der er 1972 promovierte. Er ist Professor der Anglistik an der University of Idaho und hat Standardliteratur über die tocharische Sprache verfasst.

## Schriften
- mit James P. Mallory: The Oxford introduction to Proto-Indo-European and the Proto-Indo-European world. Oxford University Press, Oxford u. a. 2006, ISBN 0-19-928791-0.
- A dictionary of Tocharian B. (= Leiden studies in Indo-European. 10). Rodopi, Amsterdam u. a. 1999, ISBN 90-420-0435-5.
- als Herausgeber mit James P. Mallory: Encyclopedia of Indo-European Culture. Fitzroy Dearborn, London u. a. 1997, ISBN 1-88496-498-2
- Tocharian historical phonology and morphology (= American Oriental Series. 71). American Oriental Society, New Haven CT 1988, ISBN 0-940490-71-4.

| Personendaten    | Personendaten                           |
| ---------------- | --------------------------------------- |
| NAME             | Adams, Douglas Quentin                  |
| ALTERNATIVNAMEN  | Adams, Douglas Q.                       |
| KURZBESCHREIBUNG | US-amerikanischer Sprachwissenschaftler |
| GEBURTSDATUM     | 20. Jahrhundert                         |